# 4DOS
4DOS е команден интерпретатор от JP Software, който е бил разработен за работа с DOS като заместител на стандартния команден интерпретатор command.com. От 1988 до 2004 г. е бил shareware, а след това става с отворен код и без поддръжка.
JP Software имат съвместими с 4DOS командни интерпретатори за IBM OS/2 (свободният 4OS2) и за Microsoft Windows NT (4NT и Take Command, комерсиални).
4DOS има много по-богати възможности от command.com:
- над 60 допълнителни команди
- разширени функции на стандартните команди
- много по-мощен език за пакетно програмиране
- команден ред с история и удобно и бързо редактиране с автоматично довършване на имената
- над 60 вътрешни системни променливи и 90 функции за системна информация, низове, числа, дати и времена и др.